# Zlatograd (obchtina)
Zlatograd (bulgare : Златоград) est une obchtina de l'oblast de Smolyan en Bulgarie.